# Buratski
Buratski (en rus: Бурацкий) és un poble (un khútor) de l'óblast de Volgograd, a Rússia, segons el cens del 2010 tenia 556 habitants.